# Суха Плотина
Суха Плотина (рос. Сухая Плотина, б. Кадашевский Яр) — річка в Україні у Старобільському районі Луганської області. Ліва притока річки Кам'янки (басейн Азовського моря).

## Опис
Довжина річки приблизно 21,14 км, найкоротша відстань між витоком і гирлом — 18,26  км, коефіцієнт звивистості річки — 1,16 . Формується декількома балками та загатами.

## Розташування
Бере початок у селі Лісна Поляна. Тече переважно на північний захід і у селі Плотина впадає у річку Кам'янку, ліву притоку річки Айдар.

## Цікаві факти
- У селі Плотина річку перетинає річки автошлях Т 1307[3] (автомобільний шлях територіального значення в Луганській області. Проходить територією Сватівського та Старобільського районів через Сватове — Білокуракине — Айдар — Марківку — Мілове. Загальна довжина — 164,3 км.).
- У минулому столітті у на річці у селах Лісна Поляна та Плотина існували газгольдери та газові свердловини[2].